# Риби

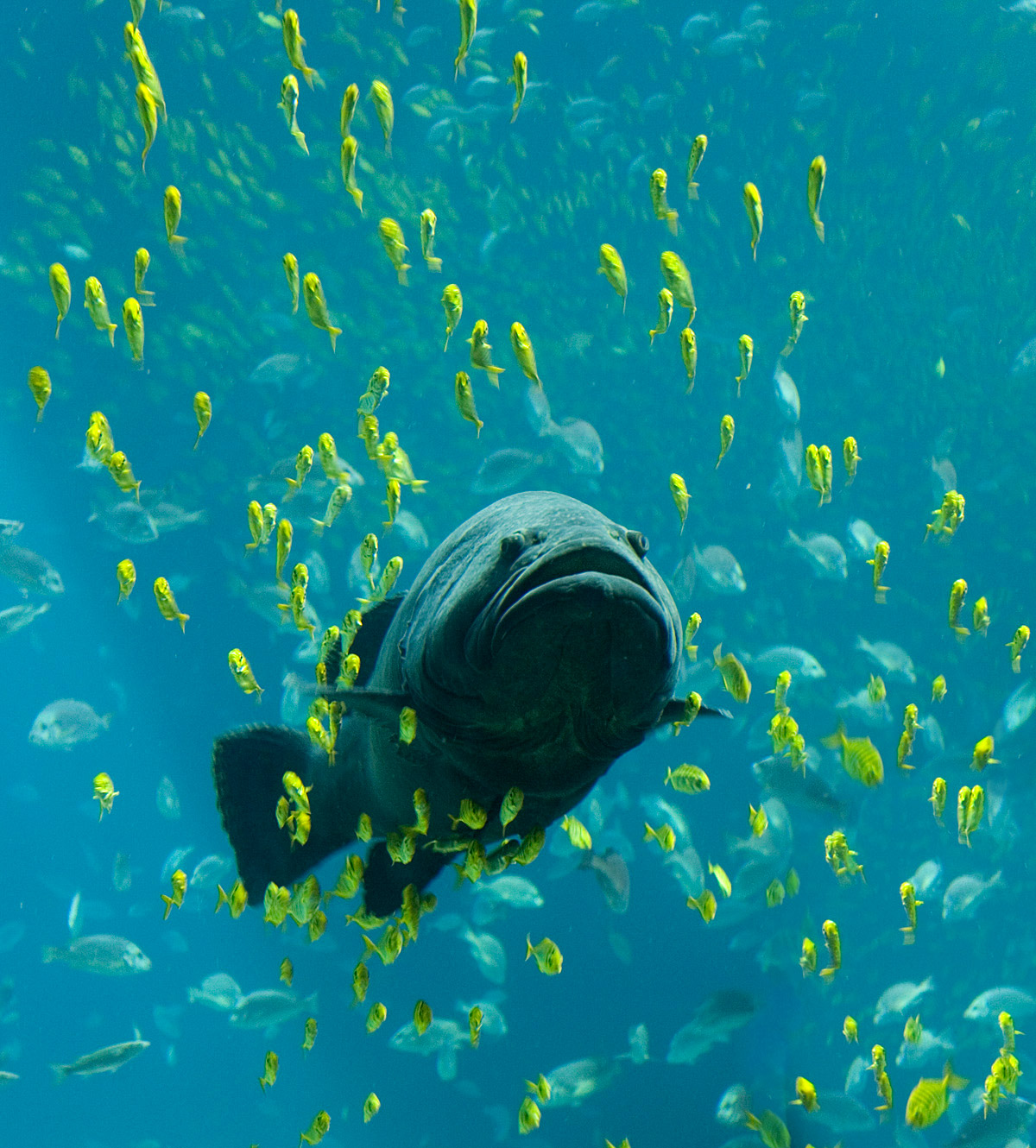
Гігантський групер

Ри́би (Pisces) — парафілетична група водних хребетних тварин, зазвичай холоднокровних (точніше екзотермних) із вкритим лусками тілом та зябрами, наявними протягом всього життя. Активно рухаються за допомогою плавців (часто видозмінених) або руху всього тіла. Риби поширені як у морських, так і в прісноводних середовищах, від глибоких океанічних западин до гірських струмків. Риби мають велике значення для всіх водних екосистем як складова частина харчових ланцюгів та велике економічне значення для людини через споживання їх у їжу. Люди як виловлюють диких риб, так і розводять їх у створених з цією метою господарствах.
На ранніх етапах створення біологічної систематики риб класифікували до одного таксона, проте через поліфілетичність групи, «риб» більше не розглядають як таксономічну групу. Через великий спектр часом взаємовиключних анатомічних та фізіологічних особливостей організмів — представників цієї групи, її визначення є досить нечітким.
Риб вивчає наука іхтіологія.

## Еволюція та систематика
Риби є найпримітивнішими таксонами підтипу Черепні (Craniata). Цей підтип раніше називався «Хребетні» (Vertebrata), але в 1981 році P. Janvier показав, що найпримітивнішим членам цього таксона притаманний череп, але не притаманні (або притаманні в рудиментарній формі) хребці. Отже, цей підтип об'єктивніше буде називати Craniata. Назва Vertebrata зараз використовується для визначення підмножини Craniata, що, разом з черепом, мають також і хребцеві елементи.

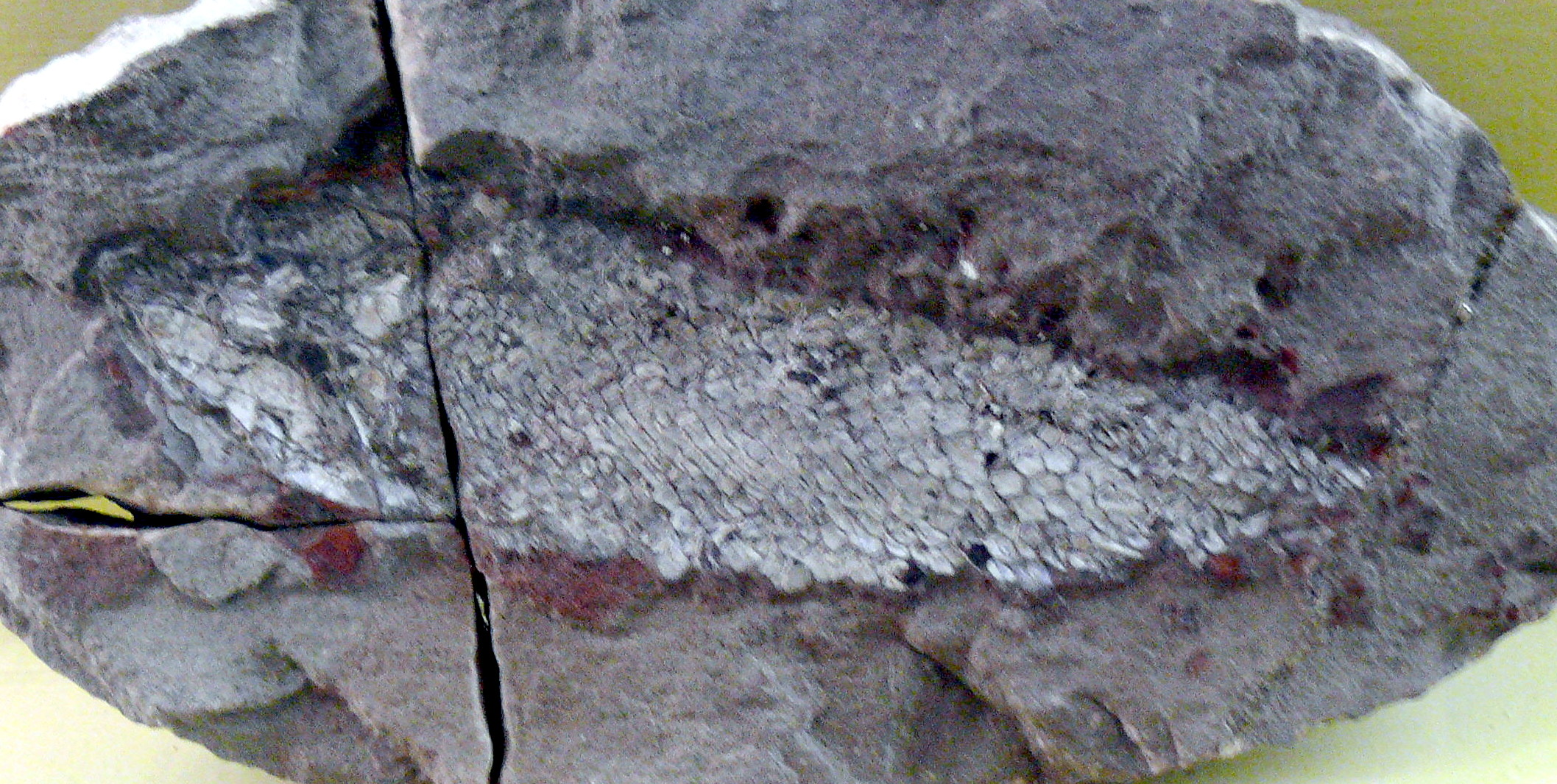
Викопні рештки примітивної риби Osteolepis macrolepidotys, що жила в середині Девонського періоду близько 300 млн р. тому. Оркнейські острови (Велика Британія).

Дві нещодавно (в 1999 р.) знайдені в Китаї викопні прариби стали найдавнішими відомими істотами надкласу Pisces — ці знахідки вчені датують раннім Кембрієм, близько 530 мільйонів років тому (використану тут і далі систему палеонтологічного датування див. у статті «Геохронологічна таблиця»). Ці ранні форми є прямими або опосередкованими попередниками взагалі майже всіх хребетних, і їхня знахідка свідчить, що хребетні брали участь у «вибуху» біорізноманіття тканинних організмів (Eumetazoa) в Кембрії. Обидві викопні рештки є невеликими за розміром (25 та 28 міліметрів), і містять хрящовий череп, від п'яти до дев'яти пар зябрових міхурів, велике серце позаду останньої пари зябрових міхурів, нотохорд, зигзагоподібні блоки м'язів (міомери) та спинний плавець (одна з двох знахідок), підтримуваний плавцевими променями. Одна з істот, Myllokunmingia, визнана загальним попередником всіх черепних, окрім міксин. Інша істота, Haikouichthys, визначена як близький родич міног. На відміну від більшості інших безщелепних риб, ці ранні форми не мали луски, або захисту зі шкіряних кісткових пластин.
Інші нещодавні палеонтологічні знахідки свідчать, що Черепні та Хребетні були досить різноманітними вже в Ордовику (450 мільйонів років тому), і серед них були як безщелепні форми (типу сучасних міног), так і щелепні. Незважаючи на наявність щелепних форм вже в Ордовику, безщелепні риби були панівною формою аж до Силурійського періоду.

## Систематика
- Надклас Безщелепні (Agnatha)
- Клас Панцирні риби (Placodermi)†
- Клас Хрящові риби (Chondrichthyes)
- Клас Акантоди (Acanthodei)†
- Клас Променепері (Actinopterygii)
- Клас Лопатепері (Sarcopterygii)

## Анатомія та фізіологія

### Зовнішні покриви

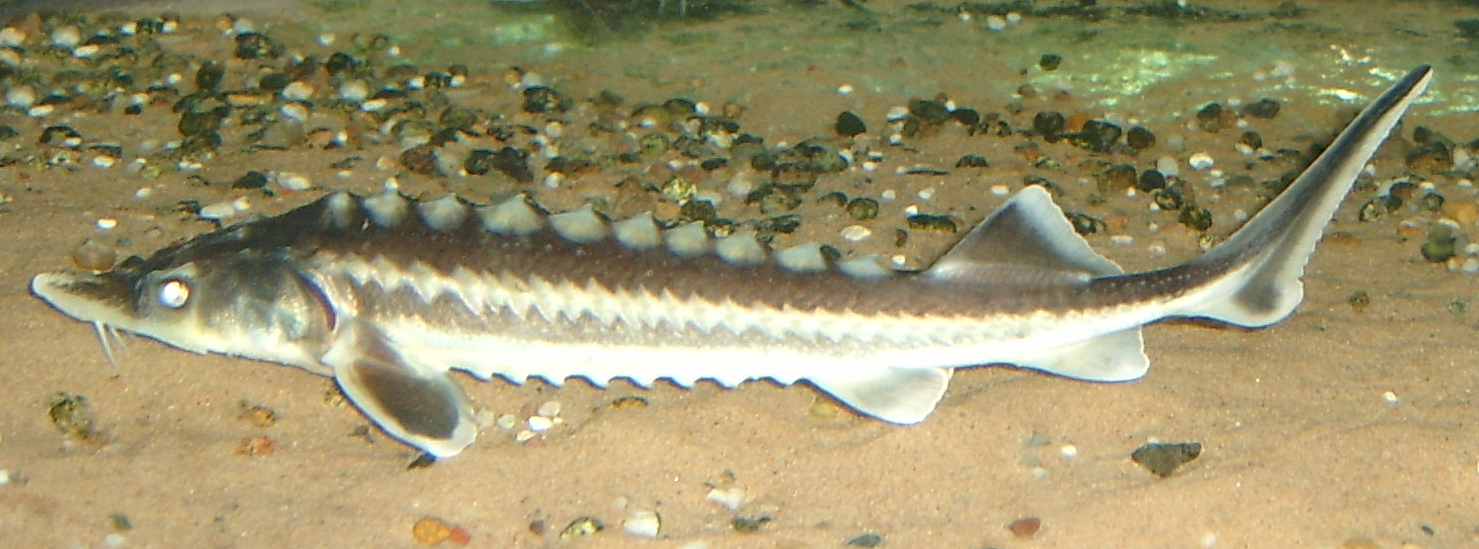
Осетер руський — примітивний ганоїд, вкритий кістковими платівками

За незначними винятками, зовнішні покриви риб представлені шкірою з лускою.
У формуванні луски беруть участь як зовнішні, так і внутрішні шари шкіри. Хрящові риби мають плакоїдну луску, що гомологічна зубам всіх хребетних; заходячи в рот, плакоїдні луски, власне, і перетворюються на зуби в акул та скатів. Структура плакоїдної луски цілком спільна із структурою зубів: вона складається із дентину, який формує основу, а зверху вкрита емаллю. За хімічним складом ці дентин і емаль не відрізняються, наприклад, від дентину й емалі зубів людини. Втрачені плакоїдні луски не поновлюються, але при зростанні риби їхня кількість збільшується. У деяких хрящових риб (наприклад, у чорноморського катрана) плакоїдні луски можуть перетворюватися на великі колючки.
Костистим рибам притаманні декілька різних типів луски.

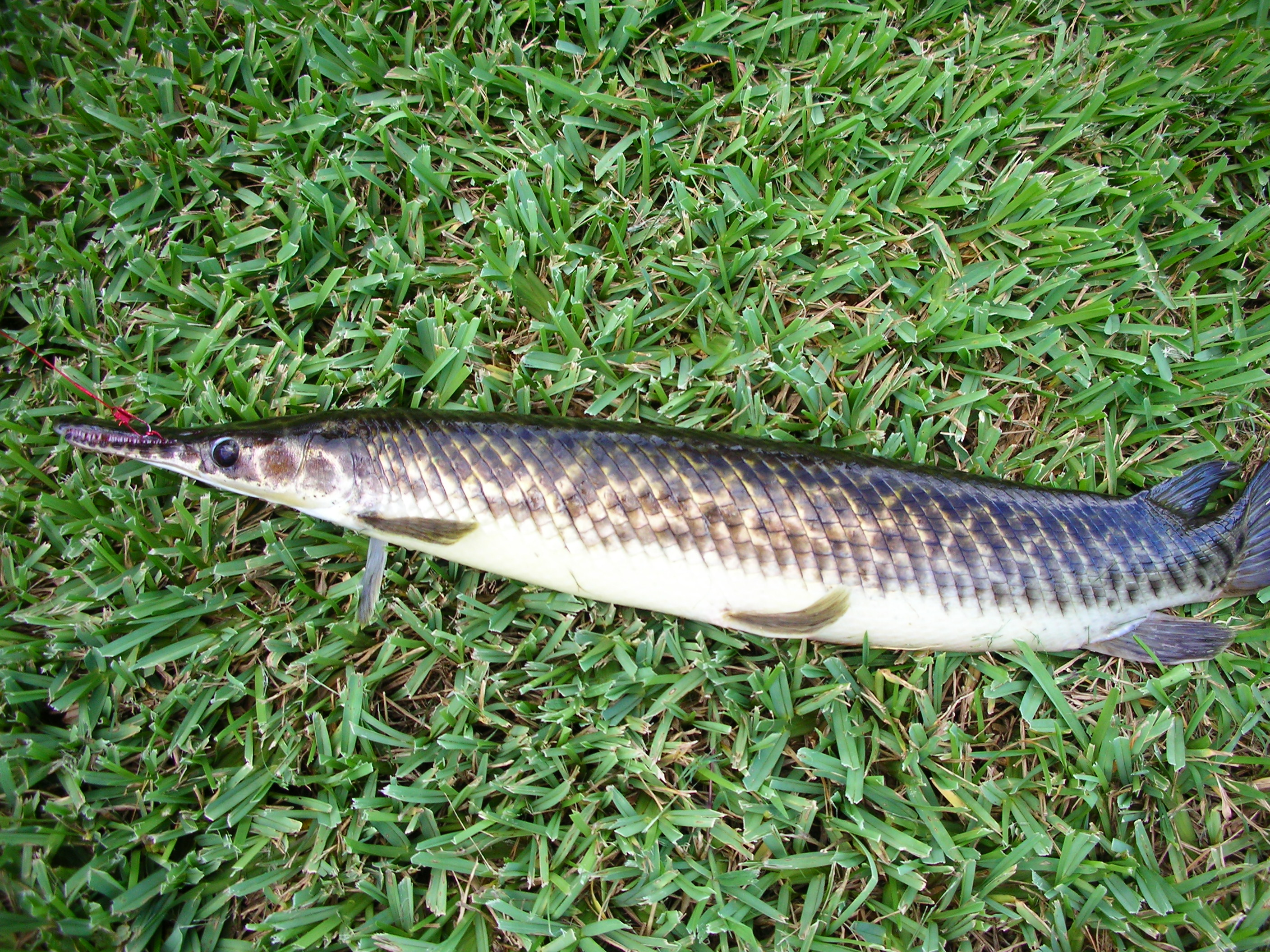
Панцирник Lepisosteus platyrhincus вкритий кістяними платівками

Ганоїдна луска наявна в найпримітивніших з променеперих риб, скажімо, в осетрових. Вона сформована костяними платівками, що зверху вкриті шаром схожої на дентин речовини ганоїдін; часто така луска (або, як її ще називають, «жучки») вкривають тіло риби суцільним захисним панциром, як в родинах Багатоперові (Polypteridae) та Панцирникові (Lepisosteidae).
Для викопних кистеперих і дводишних риб, а також для сучасних кистеперих риб, характерна космоїдна луска, зовнішня поверхня якої утворена шаром косміна (звідки походить назва), а поверх нього — дентину; космін підстилається шаром губчастої кістки; філогенетично ця луска являє собою кілька зрослих плакоїдних лусок. У сучасних видів кистеперих і двоякодихаючих риб зовнішній дентиновий та внутрішній губчастий шари поступово редукуються — у сучасних видів роду Латимерія на поверхні луски збереглися лише поодинокі бугорки дентину.
Луска справжніх костистих риб називається еласмоїдною і поділяється на ктеноїдну (зубчасту) й циклоїдну (округлу), на основі форми зовнішньої кромки. На відміну від більшості підвидів плакоїдних та ганоїдних лусок, циклоїдні та ктеноїдні розташовані так, що передні накладаються на задні, а самі луски анатомічно є тонкими кістковими платівками; останнім часом було встановлено, що гребінчаста поверхня ктеноїдної луски покращує гідродинамічні властивості риб.

### Скелет та мускулатура
Опорно-рухова система риб — система органів і тканин риб, що дає змогу їм здійснювати рухи й корегувати своє положення в навколишньому середовищі. Завдяки еволюційним видозмінам частини опорно-рухової системи пристосовані для виконання також і інших спеціалізованих функцій.
Скелет кісткових риб поділяється на осьовий скелет, череп, скелет непарних плавців, скелет парних плавців та їхніх поясів. Скелет складається з хрящових (хондральних) і покривних, або накладних кісток. Перші утворені в результаті заміщення хряща кістковою тканиною. Покривні кістки утворюються в коріумі та занурюються під шкіру.

### Нервова система та органи чуття
Нервова система риб, як і всіх інших хребетних, поділяється на центральну та периферичну. До складу центральної нервової системи входять головний та спинний мозок, а периферичної — розташовані поза ними нервові клітини та волокна.

##### Головний мозок

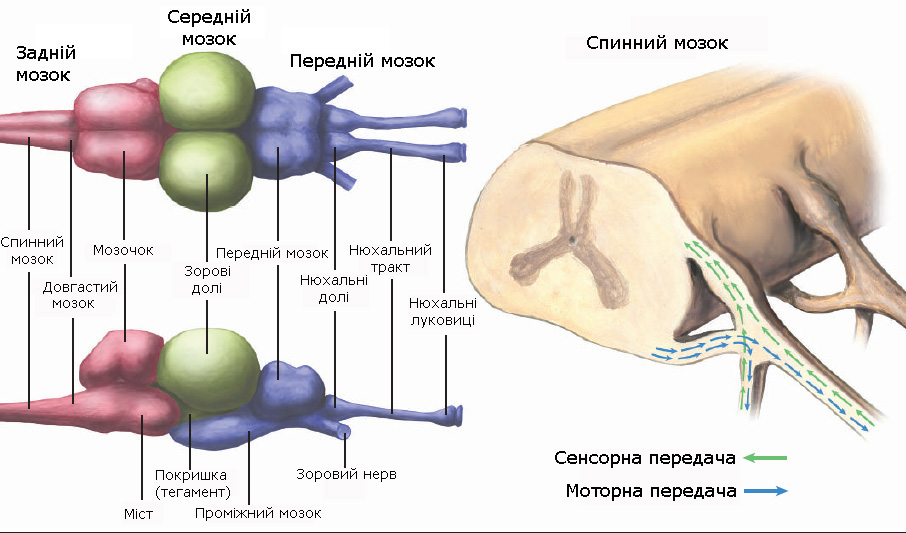
Центральна нервова система риб

Головний мозок риб поділяється на три великі частини: передній, середній та задній мозок. Передній мозок складається з теленцефалону (кінцевого мозку) та діенцефалону (проміжного мозку). На ростральному (передньому) кінці теленцефалону розташовані нюхові цибулини, котрі отримують сигнали від нюхових рецепторів. У нюхових частках знаходяться нейрони (складові нюхового нерва, або І пари черепно-мозкових нервів), що під'єднуються до нюхових регіонів теленцефалону, які також називаються нюховими частками. Нюхові луковиці звичайно збільшені у риб, що активно використовують нюх, наприклад, в акул.
Діенцефалон, до складу якого входять епіталамус, таламус та гіпоталамус, виконує, переважно, регуляторні функції в керуванні станом внутрішнього середовища організму.
Середній мозок складається із зорових часток і тегментума, або покришки (tegmentum); обидві структури залучені до оброблювання оптичних сигналів.
Задній мозок складається з мозочка, моста, та довгастого мозку. Мозочок, на відміну від ростральних частин мозку, є непарним органом. Функцією мозочка є підтримка рівноваги й контроль положення організму в середовищі. Міст та довгастий мозок формують стовбур головного мозку. Велика кількість черепно-мозкових нервів несе сенсорну інформацію до довгастого мозку та відводять генеровані в ньому сигнали до мускулатури.

#### Спинний мозок
Спинний мозок проходить всередині нервових дуг хребців за всією довжиною хребта риби. Аналогічно міомерам і хребту, у будові спинного мозку спостерігається сегментація. У кожному сегменті тіла сенсорні нейрони входять у спинний мозок через дорсальні корінці, а моторні нейрони виходять з нього через вентральні. Інтернейрони, що розташовані всередині центральної нервової системи, проводять інформаційні сигнали між сенсорними й моторними нейронами, а також між нейронами мозку.

#### Органи чуття

##### Зір
Очі риб за своєю будовою дуже схожі з очима інших хребетних, у яких світло через рогівку та кришталик потрапляє на сітківку, де палички (клітини, що відповідають за чорно-білий зір) і колбочки (клітини, що відповідають за кольоровий зір) обробляють візуальну інформацію та передають сигнали на нейрони.
Головна принципова відмінність риб'ячого ока полягає в тому, що для фокусування на предметі риби не змінюють кривизну кришталика, а наближають або віддаляють його від рогівки.

##### Хімічне відчуття
Нюх і смак у комбінації дозволяють рибам орієнтуватись у хімічному складі навколишнього середовища. Здатність риб до відчуття хімічних сигналів добре ілюструється лососями, які, ідучи на нерест з моря до річкових систем, визначають за смаком води саме той струмінь, в якому колись самі вийшли з ікри. Нюхові рецептори риб розташовані в ніздрях (які, на відміну від інших хребетних, не сполучаються з носоглоткою), а смакові — не лише в ротовій порожнині, але часто і на зябрових структурах, вусиках, і навіть на плавцях і на шкірі. Сигнали смакових рецепторів передаються до мозку через кілька різних нервів: шкіряні рецептори передають подразнення через лицевий нерв, у той час як сигнали рецепторів, розташованих в роті й на зябрах, передаються через язикоглотковий та блукаючий нерв.

##### Слух та рівновага
Головними механорецепторами риб є вухо, що функціонує як орган слуху й рівноваги, та органи бічної лінії. Внутрішнє вухо пластинозябрових (акул та скатів) та костистих риб складається з трьох напівкруглих каналів, розташованих у трьох взаємно-перпендикулярних площинах, та трьох камер, кожна з яких вміщує отоліт (камінець, що складається з карбонату кальцію), який тисне на відростки чутливих волосоподібних клітин, які, у свою чергу, передають сигнали до нейронів. Дві з трьох камер, саккула (Sacculus) та лагена (Lagena), функціонують як орган слуху.

### Кровоносна система й газообмін
Кровоносна система риб проводить кров від серця через зябра та тканини тіла. На відміну від серця інших хребетних, серце риб не пристосоване для відокремлення (навіть часткового) збагаченої киснем крові від незбагаченої. Структурно риби мають одне коло кровообігу і двокамерне серце, заповнене деоксигенованою (венозною) кров'ю: венозний синус, передсердя, шлуночок та артеріальний конус. Камери серця розділені клапанами, які дають змогу крові під час скорочення стінок серця рухатись тільки в прямому напрямі (від венозного синуса до артеріального конуса), але не навпаки.
Основним органом газообміну риб є зябра, що розташовані по боках ротової порожнини. У костистих риб вони закриті зябровою кришкою, в інших класів — вільно відкриваються назовні. Під час вентиляції зябер вода потрапляє в ротову порожнину через рот, а потім проходить між зябровими дугами та виходить назовні з-під зябрових кришок. Анатомічно зябра складаються з напівпроникних мембран і кровоносних судин, що розташовані на кісткових зябрових дугах. Специфічною структурою, пристосованою для газообміну, є зяброві пелюстки, де під тонким епітелієм розташовані сильно розгалужені капіляри.
На додаток до зябер риби можуть використовувати і багато інших систем газообміну. На стадії личинки значна частина газообміну здійснюється через шкіру; кілька видів риб мають «легені», де зберігається зволожене повітря (амія); деякі види можуть дихати повітрям безпосередньо (гурамі).

### Живлення та травна система

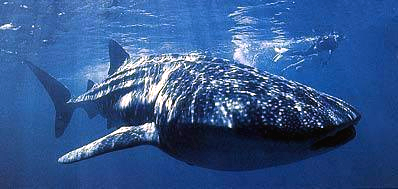
Китова акула — риба-планктофаг

Рибам властивий широкий спектр харчових об'єктів і методів живлення. Загалом, риби можуть бути поділені на травоїдних, хижаків, детритофагів та всеїдних. Рослиноїдні риби можуть живитись як макро- так і мікроводоростями, а також водними квітковими рослинами.
Рослиноїдні риби можуть живитись як макро- так і мікроводоростями, а також водними квітковими рослинами. Деякі з рослиноїдних риб пристосовані до живлення планктоном, фільтруючи його спеціальними зябровими тичинками на зябрових дугах.

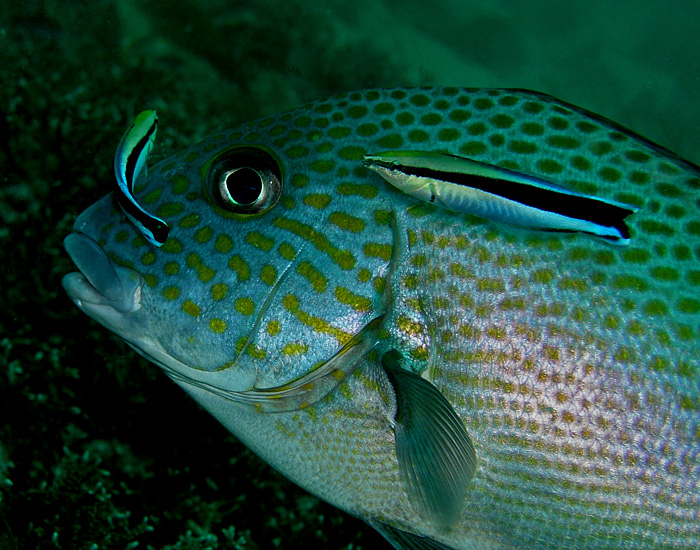
Губань-чистильник (Labroides dimidiatus) чистить Plectorhinchus chaetodonoides, Східний Тимор

Хижі риби використовують як поживний ресурс найширший спектр об'єктів. Планктонні фільтратори (такі, як Китова акула — найбільша сучасна риба) відфільтровують зоопланктон з товщі води; окрім того, риби можуть живитись ракоподібними, молюсками, пласкими, круглими та кільчастими червами, а також іншими рибами. Найбільш спеціалізованими з хижих риб є такі, що живляться ектопаразитами інших риб (представники родин Labridae, Chaetodontidae та інші), які вибирають паразитів та відмерлі шматочки шкіри з поверхні тіла риб-«клієнтів», які спеціально відвідують місця помешкання «чистильників», і навіть вишикуються там в чергу.
Багато видів риб можуть змінювати тип живлення протягом життя: такі, що живляться планктоном у молодому віці, можуть переходити на живлення рибами або великими безхребетними в дорослому стані.

### Видільна система та осморегуляція
Основним органом виділення риб є нирки. Нирки риб є мезонефричними (тулубовими).
Наслідком мешкання у водному середовищі є низка проблем з осморегуляцією, з якими стикаються як прісноводні, так і морські риби. Майже всім рибам притаманний осмотичний тиск, показник якого нижче (солоноводні риби) або вище (прісноводні риби) за осмотичний тиск зовнішнього середовища. Єдиним винятком є міксини, концентрація солей в організмі яких збігається з такою в морській воді (так само, як у морських безхребетних).
Хрящові риби є ізоосмотичними (тобто мають у внутрішньому середовищі такий самий тиск, що характерний для морської води), але, при цьому, в організмі хрящових риб концентрація солей набагато нижча, аніж в навколишньому середовищі.
Кісткові риби не є ізоосмотичними, тому в ході еволюції виробили механізми, що дають змогу здійснювати виведення або затримку іонів. Морські костисті риби з низькою (відносно навколишнього середовища) концентрацією іонів в організмі постійно втрачають воду, що під дією осмотичного тиску виходить з їхніх тканин назовні. Ці втрати компенсуються за рахунок пиття та фільтрації солоної води. Катіони натрію та хлорид-іони виводяться з крові через зяброві мембрани, у той час як катіони магнію та сульфатні аніони виводяться нирками. Прісноводні риби стикаються з протилежною проблемою, завдяки наявності в організмі солей у концентрації вищій, аніж в навколишньому середовищі. Осмотичний тиск у їхньому організмі вирівнюється завдяки захопленню іонів з водного середовища через зяброві мембрани, а також завдяки виробленню великої кількості сечовини.

## Розмноження
З огляду на те, що риби є групою хребетних, яка найширше представлена по вертикалі, вони в ході еволюції набули пристосувань до великого спектра асоційованих з різними глибинами умов. Не оминули ці пристосування і сферу розмноження. Загалом, для риб характерні три типи розмноження: двостатеве, гермафродитне та партеногенетичне.

### Двостатеве розмноження
Двостатеве розмноження є найбільш звичайною та широко поширеною його формою. При цьому способі репродукції статі всередині виду є чітко відокремленими. При цьому деякі види можуть демонструвати дуже яскраво виражені вторинні статеві ознаки, або статевий диморфізм. Ці характеристики вторинних статевих ознак звичайно виявляються тільки однією статтю (у більшості випадків — чоловічою), не виявляються до статевого дозрівання, можуть інтенсифікуватися протягом шлюбного сезону, і, звичайно, не сприяють індивідуальному виживанню. Вторинні статеві ознаки можуть виявлятися у вигляді різниці в розмірах тіла, частин тіла (наприклад, видовжені плавці або частини плавців), будови тіла (наприклад, виступи на голові), розташуванні зубів, забарвленні, а також зустрічаються і в різниці між акустичними, хімічними, електричними і т. ін. характеристиками статей. Двостатевий спосіб розмноження охоплює моногамію, полігамію та проміскуїтет.

### Гермафродитизм

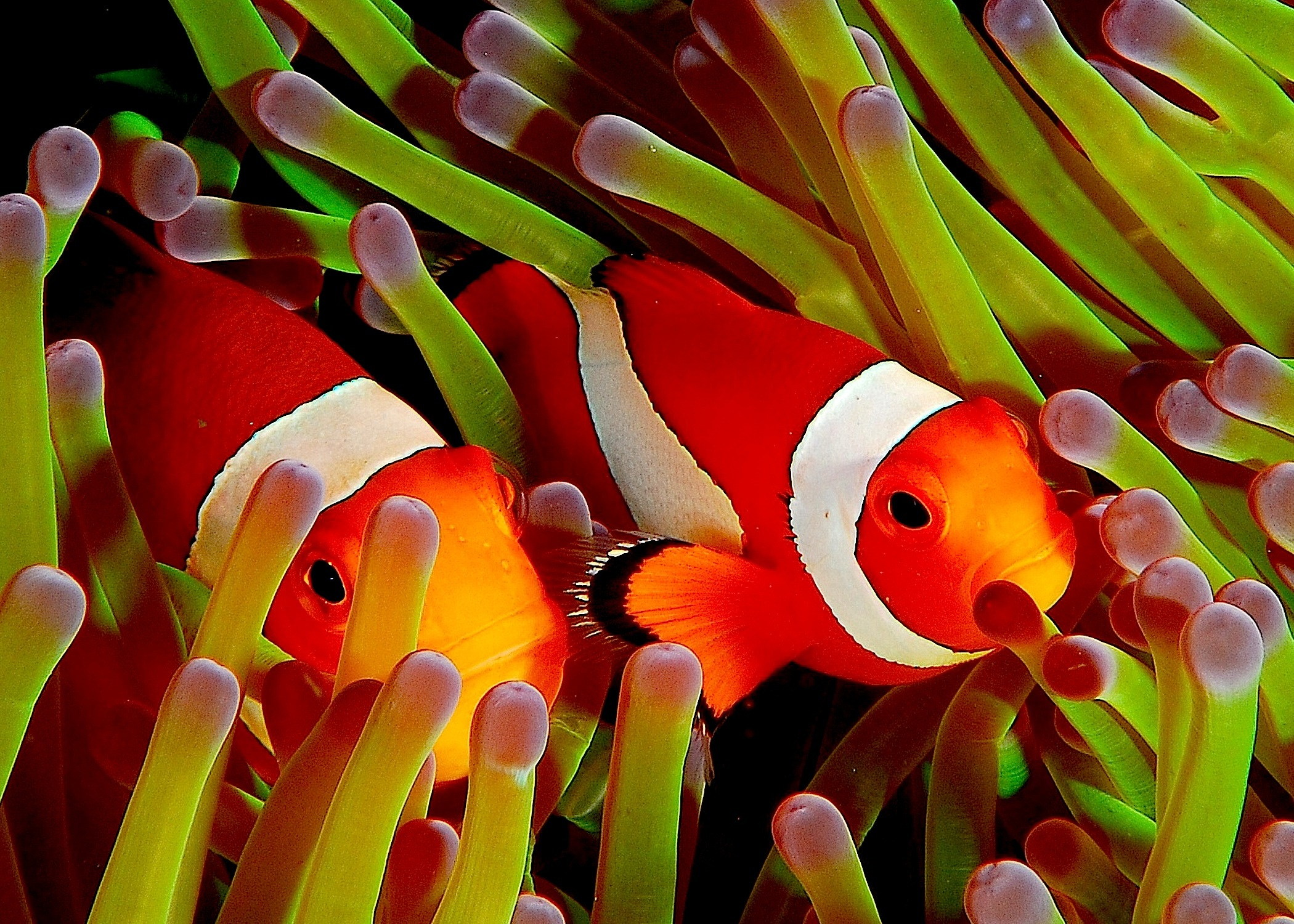
Анемонова риба (Amphiprion ocellaris) — протандрічний гермафродит

Другий спосіб розмноження риб включає як елемент зміну статей особинами одного виду, коли риби можуть функціонувати то як чоловіча, то як жіноча особина випадково або послідовно. Послідовне функціонування виявляється у вигляді функціонування як самців протягом однієї частини життя, і як самиць — протягом іншої. Існують дві форми послідовної зміни статей — протоандрія та протогенія. Протоандричні гермафродити — це особини, що на початку свого життя є самцями, а пізніше зазнають кардинальних перебудов статевої системи і стають повністю функціональними самицями. Така форма перетворення статей широко поширена в родині морських окунів (Serranidae). Всі губані (родина Labridae) є протогенічними гермафродитами, коли всі самці є перетвореними з віком самицями. В цій родині на зміну статі можуть впливати як фактори довкілля, так і соціальні стосунки в популяції. Соціальна структура губанів полягає в наявності гаремів, що складаються з самиць та одного великого самця. Всередині група структурована за розміром, з самцем на верхівці ієрархії. Якщо вилучити з групи самицю, інші самиці (нижчі за рангом) змінюватимуть своє ієрархічне положення, звичайно зсуваючись на одну позицію вгору. Якщо ж вилучити з групи самця, найбільша самиця гарему намагається посісти місце самця, агресивно відганяючи самців, що контролюють інші гареми. Якщо їй це вдається, і нікому з навколишніх самців не вдається приєднати цей гарем до власного, найбільша самиця починає демонструвати поведінку самця, і після близько 14 днів її статева система повністю змінюється, починаючи продукувати чоловічі статеві клітини.

### Партеногенез

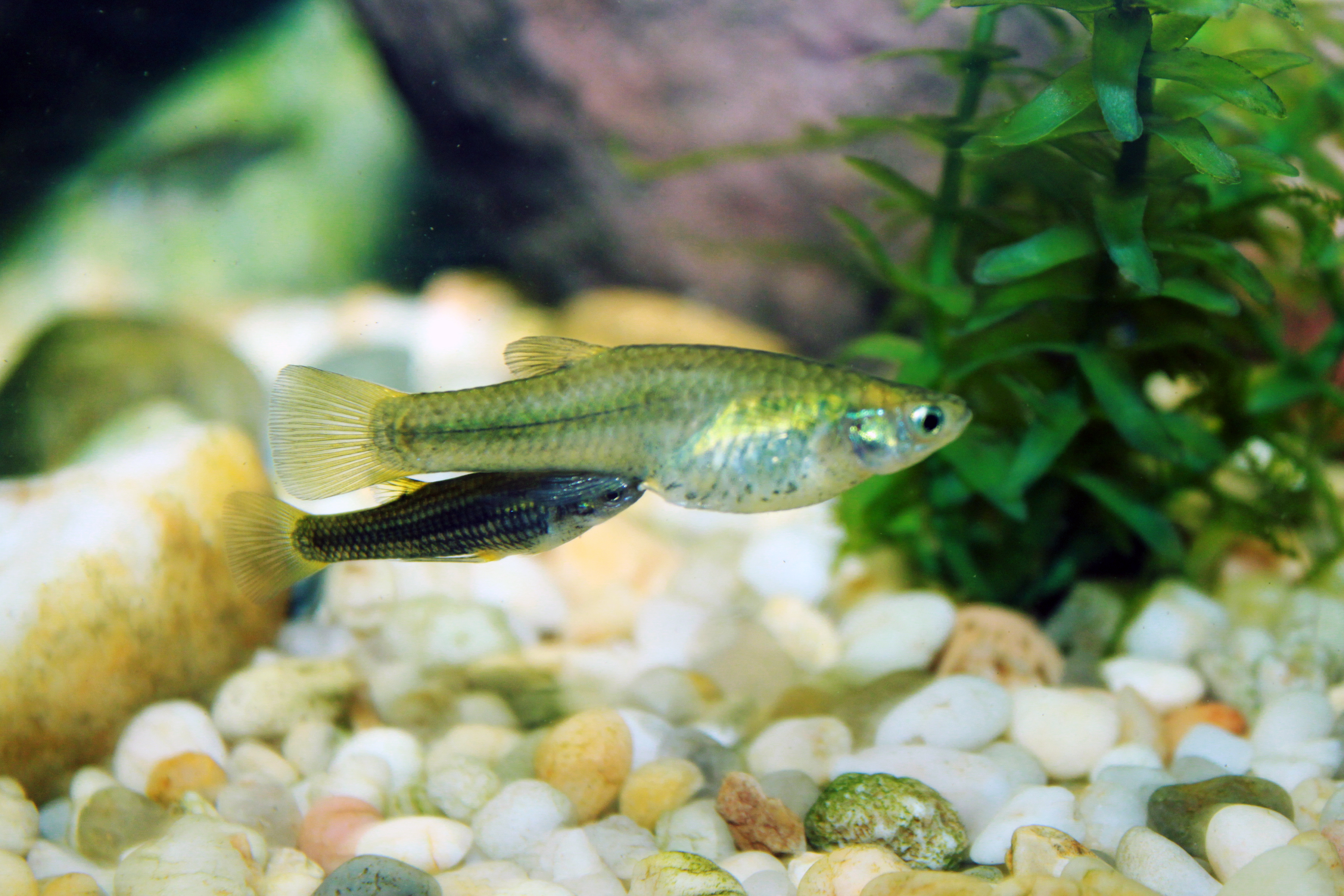
Poeciliopsis occidentalis — вид здатний до партеногенезу

Незважаючи на рідкісність цього типу розмноження серед хребетних, кілька видів риб вдаються і до нього. За визначенням, партеногенез полягає в розвитку яйця без запліднення сперматозоїдом цього ж виду. У риб існує варіант цього типу розмноження, при якому необхідним є спільний нерест з самцями того самого виду або інших видів. При цьому роль самців полягає в продукуванні сперматозоїдів, які контактують з ікринками, але не в змозі проникнути через їхню зовнішню мембрану (хоріон). Контакт з сперматозоїдами виконує роль стимулу, що спонукає яйце почати розвиток. При цьому сперматозоїди не вносять в яйце свого генетичного матеріалу, тобто всі нащадки при такому розмноженні будуть самицями, генетично тотожними з материнською особиною. Класичним прикладом такого гермафродитизму є представники роду Poeciliopsis.

### Форми розмноження
На додаток до трьох типів розмноження існують три його різні форми всередині кожного типу: овіпороз, ововіпороз та вівіпороз.

#### Овіпороз
Овіпороз полягає у вивільненні як чоловічих, так і жіночих гамет у воду, де проходить запліднення. Запліднення може бути при цьому внутрішнім (як у скорпен (Scorpaenidae) та американських сомів родини Auchenipteridae), але самиця після цього викидає запліднену ікру в навколишнє середовище. Протягом розвитку зародок використовує як жовток яйця, так і наявні в яйці краплі жирів.

#### Ововіпороз
При ововіпорозі яйця весь час перебувають в організмі самиці, і запліднення є внутрішнім. Попри те що яйця розташовані в тілі самиці, між материнським організмом не виникає плацентарного контакту або контакту кіл кровообігу. Натомість зародок під час свого розвитку живиться запасами поживних речовин, що наявні в яйці. Після досягнення виводкового розвитку, мальки виводяться з яєць всередині материнського організму, після чого негайно виходять назовні. Найвідомішими рибами, яким притаманна така форма розмноження, є представники родини Пецилієві (Poeciliidae) — широко поширені в акваріумах гуппі та мечоносці. Також дана форма розмноження характерна для родини Латимерієвих.

#### Вівіпороз
Розмноження у формі вівіпорозу в багатьох рисах подібне до ововіпорозу, але при цьому між яйцем та материнським організмом виникає плацентарний контакт або контакт між їхніми колами кровообігу. Таким чином, ембріон при розвитку отримує необхідні поживні речовини з організму матері. Найбільш звичайний вівіпороз в акул, але ця форма розмноження властива також і костистим рибам — мешканцям гірських водойм з родини Гудієві (Goodeidae) та представникам родини Ембіотокові (Embiotocidae).

### Турбота про потомство
Нехарактерна для риб турбота про потомство спостерігається переважно у видів припливно-відпливної зони, у вузьких затоках та бухтах, а також у річках і озерах.
Самець Spinachia spinachia споруджує своєрідне гніздо зі шматочків водоростей, скріплюючи їх спеціальним секретом. Потім він заганяє у гніздо самиць, які відкладають ікру, а самець залишається охороняти ікру та молодняк.
Самка гірчака, може витягувати своєрідний яйцеклад у довгу трубку, і відкладає ікру в мантійну порожнину прісноводних двостулкових молюсків. Самець випускає сперму поруч з молюском, і, коли той захоплює корм, то втягує в себе воду, і ікра запліднюється.
Особливе пристосування є у самця австралійського куртуса Гулівера. Самець виношує ікринки в себе на лобі. Грона ікринок, прикріплених клейкими ниткоподібними виростами з обох кінців, міцно утримуються гачком, що утворюється променями його спинного плавця.
Складна поведінка, пов'язана з турботою про потомство, розвинулося у морських іглиць та морських коників. Дискуси, що мешкають у басейні річки Амазонки, вигодовують мальків виділеннями на боках.

## Екологія
Зовнішнім середовищем для риб є вода, яка охоплює величезні простори. Близько 361 млн км², або 71 % всієї поверхні Земної кулі, заповнені морями і океанами і 2,5 млн км² — внутрішніми водоймами. Риби поширені від високогірних водойм (більш 6000 м над рівнем океану) до найбільших глибин Світового океану (11034 м). Трапляються риби в полярних водах і тропічних зонах.
На даний час риби — панівна група тварин у водних біоценозах. Поряд з китоподібними, вони завершують ланцюги живлення.
Риби пристосувалися до різних умов водного середовища, що впливають на риб. Фактори навколишнього середовища поділяються на абіотичні та біотичні.
Біотичні фактори — це живі організми, що оточують рибу і вступають з нею в різні взаємовідносини.
Абіотичні фактори — це фізико-хімічні властивості середовища проживання.
До найбільш важливих абіотичних факторів належать температура води, солоність, вміст газів та інші.
За місцем проживання розрізняють морських, прісноводних і прохідних риб.
При досить великій різноманітності видів за способом життя, всіх риб можна включити до складу декількох екотипів:
- Літоральні (планктон) — живуть у прибережній зоні (бички, морські собачки).
- Пелагічні риби (нектон) — тримаються в товщі води;
- Донні (нектобентос) — наприклад, скати, камбали, соми;

Багато видів утримуються в неволі — в акваріумах. Утримання і розведення акваріумних риб у деяких випадках допомагає зберегти рідкісні види, що вимирають у природних місцях проживання.

## Значення
Головна цінність риби як харчового продукту полягає в білку. М'ясо риби не поступається за своєю якістю м'ясу великої рогатої худоби. Білі риби засвоюються організмом людини з меншими енерговитратами і майже повністю засвоюються в шлунково-кишковому тракті. Крім того, з риби отримують жир, багатий на вітаміни, в особливості на вітамін Д, який є необхідним і дітям, і дорослим. Риба — це джерело вітамінів та мінеральних речовин: К, Na, P, Mg, S, Cl, Fe, I.
Рибу радять для дієтичного харчування гіпертонікам, хворим на атеросклероз, схильним до повноти, людям, у яких хворі шлунок та печінка. Особливо корисною є печінка тріски. Калорійність такої риби, як оселедець, не менша, ніж у курячих яєць. Рибу в жодному разі не можна вживати в сирому вигляді, оскільки можливо заразитися паразитичними черв'яками, тому рибу вживають у вареному, смаженому, копченому, соленому чи консервованому вигляді. З риби готують велику кількість різноманітних страв. Крім того, рибу використовують для виготовлення кормового борошна для годування худоби, а з відходів рибної промисловості виготовляють мінеральні добрива. Кожен рік з відходів рибної промисловості виготовляють 10 млн т кормового борошна, яким удобрюють 50 млн га сільськогосподарських угідь.
Існують види риб (наприклад, гамбузія, плітка), яких використовують у біологічному методі боротьби з личинками кровоссальних комах (наприклад, комарів), які розвиваються у водоймах.

## Риба як символ

### Риба у релігії
Риба — один із ранніх символів християнства. Грецькою «риба» — Ίχθύς, «ichthus», що є акронімом (перша буква кожного слова) грецької фрази: «Ἰησοὺς Χριστὸς Θεoὺ ῾Υιὸς Σωτήρ», що перекладається як «Ісус Христос Божий Син Спаситель». Це вирізано на кам'яних плитах — святих реліквіях в Єрусалимі («малюнок» двох риб по боках вертикального якоря з верхівкою на подобі хреста — сучасне зображення риби більш стилізоване) і використовувалось як секретний «пропуск-пароль» у часи, коли перші християни переслідувалися римлянами.
Активно використовують цей символ переважно баптисти, в США цим символом користуються всі християнські церкви (православних церков там дуже мало).
Православні в Греції, Кіпрі, Сирії дотепер активно використовують цей символ, зокрема в виді малюнка вишивки на парчевих одяганнях.

## Цікаві факти
- Єдина риба, здатна до терморегуляції — Lampris guttatus (Червоноперий опах) з роду Опах
- Слово риба, як вважається, є давнім евфемізмом, що замінило собою табуїзовану ранньопраслов'янську назву цих тварин. Припускають, що прасл. *ryba (споріднене з давн.в-нім. ruppa — «гусениця», «минь»)[1] замінило давнє *zъvь (споріднене з лит. žuvìs, грец. ἰχθῦς, вірм. Ձկներ), яке рибалки уникали вимовляти вголос: наче через співзвучність зі *zъvati[2].